# Tavares (Paraíba)
Tavares är en kommun i Brasilien. Den ligger i delstaten Paraíba, i den östra delen av landet, 1 400 km nordost om huvudstaden Brasília. Antalet invånare är 14 103. Arean är 229 kvadratkilometer.
Terrängen i Tavares är kuperad västerut, men österut är den platt.
Följande samhällen finns i Tavares:
- Tavares

Omgivningarna runt Tavares är huvudsakligen savann. Runt Tavares är det ganska glesbefolkat, med 47 invånare per kvadratkilometer.